# Diego Vida
Diego Vida (Catania, 17 luglio 1979) è un effettista, regista, sceneggiatore, giornalista, montatore, direttore della fotografia, compositore, game producer e produttore cinematografico italiano.
Per oltre 15 anni ha ideato e creato animazioni, producendo effetti speciali in computer grafica per il cinema, la televisione e i videogiochi, collaborando con alcune delle più grandi produzioni di Hollywood come Universal Pictures, Paramount, Warner, Sony e Dreamworks.
È anche il creatore della serie a fumetti intitolata Infernal, pubblicata nel 2008 dall'editore Planeta DeAgostini.
Nel 2019 essendo l'unico italiano che viveva in Iran ha lavorato per il quotidiano di stato iraniano in lingua inglese Tehran Times.

## Biografia
La sua prima esperienza cinematografica è stata nella sua adolescenza col film di Federico Fellini intitolato La voce della Luna. Dedicatosi alla musica ha studiato al conservatorio la chitarra classica esibendosi con l'orchestra sinfonica nei teatri italiani quali San Carlo di Napoli e il Massimo Vincenzo Bellini di Catania, e collateralmente suonava e cantava nei locali con la sua band un genere che spaziava dal rock al metal, ha fatto anche il deejay e arrangiato con i suoi sintetizzatori un remix sul videogioco di Silent Hill totalizzando 200 000 visualizzazioni su YouTube, che lo porterà in futuro a produrre il video clip per Greenpeace. È stato un tennista professionista negli anni 90, classificato N3 in Svizzera e B3 in Italia sicché viveva a Lugano all'accademia di tennis di Bob Brett lo stesso coach di Goran Ivanisevich e Boris Becker, in quel periodo ha giocato in tanti tornei dagli under ai satelliti internazionali.
Dato che praticava molto lo sport e tra i suoi favoriti c'era lo sci cui gareggiava anche d’inverno vincendo l’under 14 italiano di slalom, il kickboxing cinese Xanda cui vinse il titolo italiano under 16, e la BMX vincendo la gara di cross italiano under 12, proseguendo poi con la MTB Freeride e downhill per la sua passione verso la montagna, così decideva di entrare nel corpo degli Alpini rifiutando il gruppo sportivo di tennis dei Carabinieri essendo un amante della montagna ed estimatore del reparto Alpino e della loro filosofia di vita dato che sono gli unici dell'Esercito italiano che intervengono sempre anche per calamità o per aiutare i poveri a titolo gratuito, quindi entrava da Ufficiale di complemento con il grado di tenente. Ha svolto diversi lavori prima di entrare nel mondo dello spettacolo, per aziende importanti come Daikin, Algida, Wind, Club Med, ASP, Ministero del lavoro, Eni, Ina, UNESCO, comune di Catania, ricoprendo ruoli quali commerciale, insegnante di inglese, maestro di tennis, promoter, operatore callcenter, broker, rappresentante, organizzatore di eventi, gestore impianto, direttore di centro commerciale.
Grazie ai lavori part time per avergli fatto svolgere diversi ruoli, acquisisce molta esperienza in tanti settori che lo formeranno per diventare un produttore. Si avvicina di nuovo al mondo del cinema realizzando nel 2008 un corto con gli effetti visivi sul noto videogioco intitolato Castlevania della Konami. Dopo questa esperienza girata nel week end con amici viene notato dalla rivista PlayStation Magazine che gli dedica la copertina recensendo il suo corto per la miglior regia sugli effetti visivi. Successivamente collabora con la produzione di Ficarra e Picone girata a Catania intitolata La matassa creando gli effetti speciali. Lavora a pellicole americane quali Mission: Impossible, Fast and Furious, G.I. Joe - La nascita dei Cobra e Need for Speed.
In seguito trasferitosi in Giappone lavora per la Namco Bandai, Capcom, Tsuburaya Productions, Toei Animation e la Hudson Soft a videogiochi come Saint Seiya, Bomberman, Gundam, Bloodstained: Ritual of the Night e Dropzone occupandosi della realizzazione delle sequenze cinematiche in 3D. Lavora anche a serie televisive giapponesi tokusatsu un genere con gli effetti speciali dal vivo sul set e anche in computer grafica con personaggi quali titani e kaiju. Tra i più famosi la serie di Ultra, Kamen Rider e Super sentai.
Realizza lo spot televisivo per la Yokohama Tire e gli viene affidato il programma Tuning sul JDM nipponico il drifting con auto sportive quali la Toyota Supra, Honda NSX, Mazda RX-7, Nissan Skyline GT-R e la Mitsubishi. Questi lavori vengono pubblicati dalla rivista di Tuning Elaborare e lo fanno notare tanto da venire chiamato dalla Viacom la proprietaria della Paramount, MTV e Midway Games quest'ultima la software house della serie di videogiochi Mortal Kombat a lavorare come produttore esecutivo. Produce il documentario sull'Opera dei Pupi per la connessione tra questa antica arte manuale all'odierna in uso nei colossal Hollywoodiani in computer grafica.
Ospite al Lucca Comics and Games, Romics, Etna Comics, Torino Comics e Cavacon promuove questa forma di animazione antica nata a Napoli e poi trasferita in Sicilia realizzando un documentario avendo la partecipazione dell'attore Giancarlo Giannini e del doppiatore Fabrizio Pucci, trasmesso su Rai 3.
Viene ingaggiato da Greenpeace per produrre un video musicale sulla loro nave Rainbow Warrior e interessa la band power metal australiana Ilium mentre per il documentario di Vampire Killer Nova Era ha collaborato con la band brasiliana gli Angra con la loro canzone intitolata Nova Era. Si è occupato di effetti visivi con i software Adobe After Effects, Eyeon Fusion, Nuke, Photoshop, Adobe Premier, Maya, 3DS Max, Blender, Maxon Cinema 4D nello specifico in particellari, rotoscoping, match moving, mattepainting, digital compositing e color grading, mentre nella CGI e animazione 3D, ha lavorato in motion capture, facescan, modelli in high poly e low poly.
Negli effetti speciali in croma key ha fatto la stopmotion e l'integrazione di elementi in 3D scenografici con miniature e modelli in scala integrati alla computer grafica sia in live action che in full CGI. Il suo lavoro nelle industrie cinematografiche in giro per il mondo, lo ha portato a gestire diversi team di professionisti nella CG supervisionandoli anche dalla pre-produzione quale arte concettuale e storyboard, alla produzione come pure sul set da supervisore, fino alla post-produzione direttamente in studio di montaggio, realizzando il target dei suoi clienti produttori, registi e distributori, e consigliandoli per trovare i migliori effetti da utilizzare nelle loro produzioni. Essendo un produttore di effetti visivi si assicurava inoltre della qualità dall'inizio alla fine, seguendo anche i casting degli operatori CG, trattando con le aziende preparando i contratti, negoziando il budget, organizzando riunioni interne di aggiornamento e ricercando gli studi esterni da impiegare.

## Filmografia

### Regia
- Castlevania (2008)
- Budo (2009)[43]
- Xenosaga (2010)
- JDM (2011)
- Opera dei pupi (2012)

### Effetti visivi
- La matassa, regia di Ficarra e Picone, Giambattista Avellino (2008)
- Hellboy: The Golden Army, regia di Guillermo Del Toro - (2008)
- Fast & Furious - Solo parti originali, regia di Justin Lin - film (2009)
- Street Fighter - La leggenda, regia di Andrzej Bartkowiak (2009)
- G.I. Joe - La nascita dei Cobra, regia di Stephen Sommers (2009)
- Mission: Impossible - Protocollo fantasma, regia di Brad Bird (2011)
- Need for Speed, regia di Scott Waugh (2014)

### Videogiochi
- Mobile Suit Gundam Unicorn (2012)
- Saint Seiya ougon desentsu Pachinko (2012)
- Kingdoms of Amalur: Reckoning (2012)
- Dropzone (2017)
- Bloodstained: Ritual of the Night (2019)

## Premi e riconoscimenti
- Premio Halifax per il corto di Castlevania
- Premio Romics d'oro alla carriera VFX – CG Romics[37]
- Premio miglior giornalista in Iran – Tehran Times

## Editoria
- Infernal (creatore)